# Andreu Audet i Puig

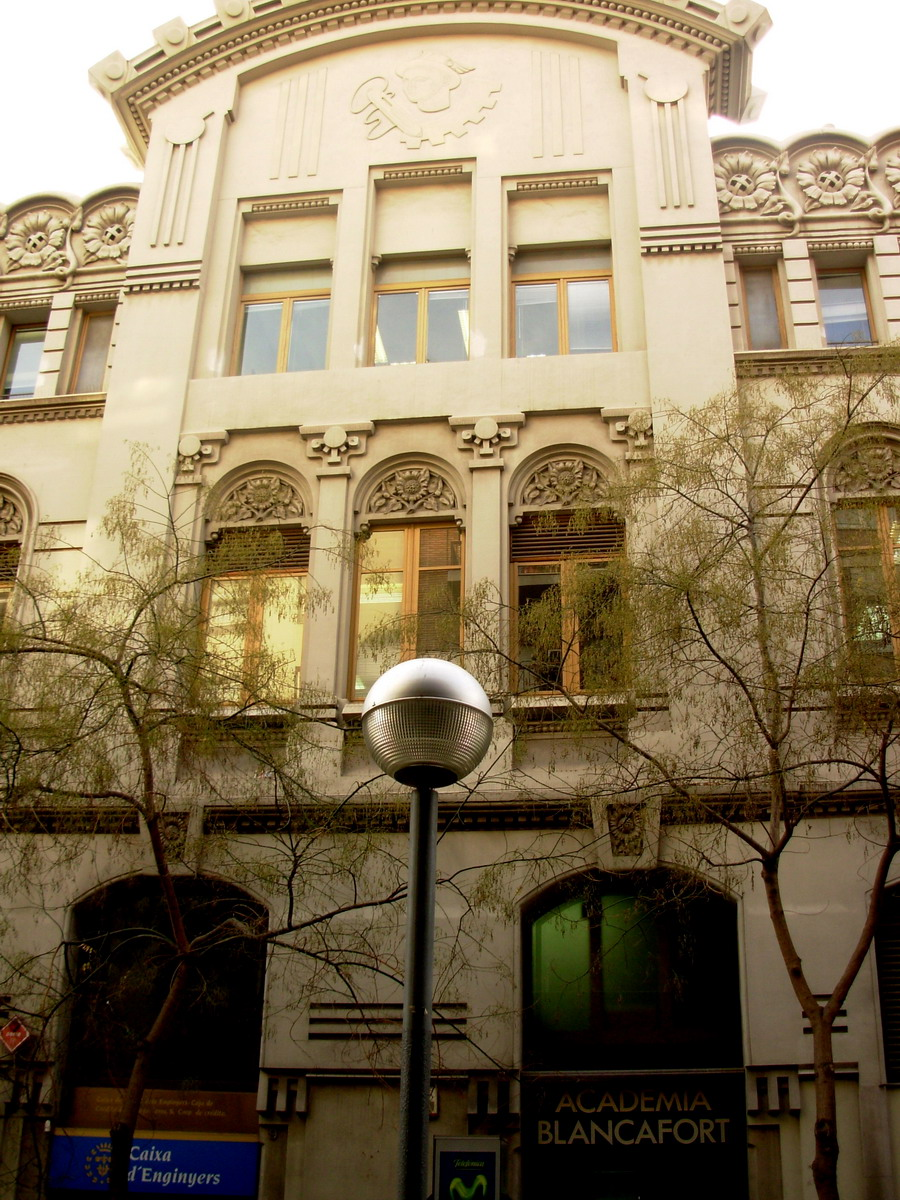
Antiga editorial Seguí (1912)

Andreu Audet i Puig   (Barcelona, 18 de juny de 1867 - Barcelona, 10 de juliol de 1938) fou un arquitecte català, titulat el 19 de setembre de 1891.

## Biografia
Arquitecte municipal de Gràcia, aleshores encara un municipi independent, i posteriorment, arquitecte municipal i cap de bombers de Barcelona (1917-1924). Va succeir en aquests càrrecs a Rovira i Trias i en va ser destituït per motius polítics arran del cop d'estat de Primo de Rivera i de la dissolució de la Mancomunitat. Amb el pretext d'ineficàcia dels bombers en l'incendi del taller metal·lúrgic El Nuevo Vulcano de La Barceloneta, i arran d'una denúncia anònima, es va obrir un expedient sancionador a Audet que va suposar la seva destitució i la depuració de diversos comandaments (un dels quals, Jordan, havia testificat a favor d'Audet), amb el pretext de la Dictadura d'expedientar tot el cos de bombers. Audet es va especialitzar en la construcció de teatres i de sales d'espectacles. Encara que alguns teatres han desaparegut, encara es conserven al Paral·lel el Teatre Victoria (projectat per Audet a començaments del segle xx quan tenia per nom Teatro Soriano, tot i que va ser posteriorment reformat), l'Apolo (també molt reformat) i el Condal. Va ser també professor de fusteria a l'Escola Superior de Bells Oficis el 1915. Va rebre la medalla d'honor del cos de bombers quan es va jubilar (Segona República), la de Comendador amb placa d'Isabel la Catòlica, la placa del Mèrit Naval, oficial de L'Instruction Publique, medalla d'honor de Courage et Dévouement de França, membre d'honor a la Fédération Nationale des Sapeurs-Pompiers Française i de la Federazione Técnica Italiana dei Corpo dei Pompieri.

## Obra
- (1893) Vil·la Esperanza al passatge Isabel, 8.
- (1899) Casa Concepció Mas de Pelegrí, al carrer d'Astúries, 28.
- (1900) Casa Baldomer Rovira al carrer del Rosselló, 247.
- (1901) teatre Apol·lo, a l'avinguda del Paral·lel, 59. Totalment transformat.
- (1902) Hotel Colón a la Plaça Catalunya. Desaparegut.[7]
- (1903) Sala Edén Concert al carrer Nou de la Rambla, 12. Desaparegut
- (1903) Teatre Onofri a l'avinguda del Paral·lel. Desaparegut.
- (1904) Casa Josep Sabadell a la rambla del Prat, 9.
- (1906) Can Vilumara a l'Hospitalet de Llobregat.[8]
- (1911) Casino de la Rabassada
- (1912) Editorial M. Seguí al Torrent de l'Olla, 9 i Bonavista, 30, que va obtenir el tercer premi al concurs anual d'edificis artístics de l'Ajuntament de Barcelona el 1912. Actualment està dedicat a centre de formació.
- 1922 - El Sanatori a Sant Just Desvern.

## Publicacions
Va publicar un llibre: Tratado de carpintería moderna.